# باتريك أندرسون (شاعر)
باتريك أندرسون هو محرر وشاعر كندي، ولد في 4 أغسطس 1915 في Ashtead ‏ في المملكة المتحدة، وتوفي في 17 مارس 1979 في Halstead ‏ في المملكة المتحدة.

## وصلات خارجية
- باتريك أندرسون على موقع الموسوعة البريطانية (الإنجليزية)